# Southern Cross Drive
Der Southern Cross Drive ist eine Stadtautobahn im Osten von Sydney im Osten des australischen Bundesstaates New South Wales. Er verbindet den General Holmes Drive in Botany mit dem Eastern Distributor in Kensington. Somit verbindet er zusammen mit seinen Anschlüssen den Kingsford Smith International Airport mit der Innenstadt. Ursprünglich wurde die Straße gebaut, um die südlichen und südöstlichen Vororte der Stadt mit der Innenstadt zu verbinden.

## Verlauf
Der Southern Cross Drive beginnt im südöstlichen Vorort Botany am Ostrand des Flughafens von Sydney. Dort zweigt er vom General Holmes Drive (Met-1) nach Osten ab. Er führt vom Mill Pond aus nach Osten. Beim 1969 eröffneten Eastlakes Golf Club, der beiderseits entlang der Straße liegt, biegt diese nach Norden ab und trifft in Kensington auf den Eastern Distributor (Met-1), der sie nach Norden, Richtung Innenstadt, fortsetzt.

## Kreuzungen und Anschlüsse
| Southern Cross Drive                                                                         |                                         |                                      |                                                                                      |
| Anschlüsse Richtung Norden                                                                   | Entfernung zum Stadtzentrum Sydney (km) | Entfernung zum Flughafen Sydney (km) | Anschlüsse Richtung Süden                                                            |
| Ende Southern Cross Drive weiter als Eastern Distributor zum Stadtzentrum Sydney / Newcastle | 9                                       | 5                                    | Beginn Southern Cross Drive vom Eastern Distributor                                  |
| keine Ausfahrt                                                                               | 11                                      | 3                                    | Maroubra, Mascot Wentworth Avenue                                                    |
| keine Ausfahrt                                                                               | 12                                      | 2                                    | Botany, Mascot Botany Road                                                           |
| keine Ausfahrt                                                                               | 12                                      | 2                                    | Arncliffe General Holmes Drive                                                       |
| Mascot General Holmes Drive                                                                  | 13                                      | --                                   | keine Ausfahrt                                                                       |
| Beginn Southern Cross Drive weiter vom General Holmes Drive                                  | 13                                      | --                                   | Ende Southern Cross Drive weiter als General Holmes Drive nach Wollongong / Canberra |